# دوگانه‌سگ
دوگانه‌سگ (نام علمی: Amphicyon) نام یک سرده از زیرراسته سگ‌واران است.
دوگانه‌سگ با پاها و جمجمه‌ی ستبر، دم دراز و دندان‌های گرگ‌مانندش شبیه سگی بزرگ با اندامی خرس‌مانند به‌نظر می‌رسید و به همین سبب به «سگ خرسی» معروف است. این جانور در میوسن میانی بزرگ‌ترین شکارگر آمریکای شمالی بود و می‌توانست تقریباً هر جانوری را بکشد و بخورد. گاهی هم شکارگران دیگر را فراری می‌داد و لاشه‌ی شکارشان را می‌خورد. دوگانه‌سگ در آمریکای شمالی منقرض شد، اما در اروپا کمی بیشتر دوام آورد، تا اینکه سرانجام خرس‌های واقعی جای آن را گرفتند.